# Club Atlético Patronato de la Juventud Católica 2010-2011

## Rosa
Aggiornata al 1º gennaio 2011.
| N. |                      | Ruolo | Calciatore          |
| -- | -------------------- | ----- | ------------------- |
|    | Argentina (bandiera) | P     | Sebastián Blázquez  |
|    | Argentina (bandiera) | P     | Sebastián Bértoli   |
|    | Argentina (bandiera) | P     | Agustín Bossio      |
|    | Argentina (bandiera) | P     | Ignacio Giménez     |
|    | Argentina (bandiera) | D     | Wálter Andrade      |
|    | Argentina (bandiera) | D     | Leopoldo De la Vega |
|    | Argentina (bandiera) | D     | Fernando Fayart     |
|    | Argentina (bandiera) | D     | Gabriel Graciani    |
|    | Argentina (bandiera) | D     | Mauricio Mansilla   |
|    | Argentina (bandiera) | D     | Lucas Márquez       |
|    | Argentina (bandiera) | D     | Julio Moreyra       |
|    | Argentina (bandiera) | D     | Víctor Soto         |
|    | Argentina (bandiera) | C     | Fernando Cravero    |
|    | Argentina (bandiera) | C     | Cristian Devallis   |

| N. |                      | Ruolo | Calciatore                  |
| -- | -------------------- | ----- | --------------------------- |
|    | Argentina (bandiera) | C     | Mariano Echagüe             |
|    | Argentina (bandiera) | C     | Néstor Espínola             |
|    | Argentina (bandiera) | C     | Leonardo Ferrero            |
|    | Argentina (bandiera) | C     | Ariel Gastaldi              |
|    | Paraguay (bandiera)  | C     | Rivaldo González            |
|    | Argentina (bandiera) | C     | Maximiliano Goró            |
|    | Argentina (bandiera) | C     | Marcelo Guzmán              |
|    | Argentina (bandiera) | C     | Gabriel Roth                |
|    | Argentina (bandiera) | C     | Emanuel Urresti             |
|    | Argentina (bandiera) | A     | Edgardo Bríttes             |
|    | Argentina (bandiera) | A     | Javier Elizondo             |
|    | Argentina (bandiera) | A     | Emanuel Herrera             |
|    | Argentina (bandiera) | A     | Diego Jara                  |
|    | Argentina (bandiera) | A     | Juan Ignacio Sánchez Sotelo |